# 譯師
譯師（藏語：ལོ་ཙཱ་བ，威利转写：lo tsA ba，THL：lo tsa ba，Lotsawa，羅札瓦，意為「世間眼」），在佛教中是指能夠翻譯經論、並具備佛法修行體驗者，與一般社會的翻譯家不同。譯師通常都是出家眾如玄奘大師、毗盧遮那譯師，但也有在家修行者的例子，如馬爾巴譯師。
在漢傳佛教、藏傳佛教中，譯師都是一種特別的頭銜，以敬重這些人在人類宗教、歷史、哲學、文化、語言等領域上的貢獻。在漢傳佛教歷史上，唐宋以前習慣用三藏法師尊稱譯師，這個頭銜在語言學上，可能與印度的班智達頭銜同源，但在文化用法上，小有不同。

## 漢傳佛教重要譯師
- 在歷史上，有所謂的漢傳佛教五大譯師：鳩摩羅什三藏法師（344—413），真諦三藏法師（499—569）、玄奘三藏法師（602—664）、義净三藏法師（635—713）、不空三藏法師（705—774）。

除了五大譯師之外，在漢傳佛教歷史中不乏其他德高智深的譯師，例如：
- 竺法護三藏法師。法護是梵文的意譯，音譯為曇摩羅剎、曇摩羅察，約生活在魏明帝景初元年（公元237年）至晉愍帝建興四年（公元316年）。竺法護祖先為月支人，世居敦煌，原姓支，他八歲出家，後拜外國沙門竺高座為師，改姓竺。竺法護精通西域各國語言。後攜帶大批經典至中國，在長安、洛陽等地專門從事翻譯經文，他翻譯了《般若經》、《法華經》等154部佛經，他翻譯的《法華經》首次把觀音菩薩介紹到中國。

- 曇無讖三藏法師。（梵文：Dharmakṣema，385年—433年），又音譯為曇摩懺、曇無懺，意譯竺法豐，中天竺人（《魏書》說他是罽賓人），南北朝佛教高僧，為著名譯師，是涅槃宗的始祖。所譯經論舉例如：《大般涅槃經》、《方等大集經》、《方等大雲經》、《悲華經》、《菩薩地持經》、《優婆塞戒》、《金光明經》等。

## 藏傳佛教重要譯師
- 毗盧遮那譯師，毗盧遮那意為“遍照護”、“大光明”。系吐蕃時期尼木地方耿甲巴果家族後裔，故號為巴果。吐蕃王赤松德贊最初命受戒出家的“預試七人”之一，約8世紀人。據說毗盧遮那譯師一直住世到吐蕃王朝的賽那勒（赤松德贊之子）繼位時期，他與其他譯師，翻譯了不少赤松德贊和牟尼贊普時期沒有譯出的佛經，對弘揚佛教貢獻甚大。

- 馬爾巴譯師（1012—1097），出生於西藏南部的落札縣，十五歲時，因一心欲為佛教翻譯者，便開始向卓彌．釋迦意希學習梵文，也學習詩歌、戲劇，後來成為出色的藏梵雙語譯師。在卓彌．釋迦意希學習完成後，馬爾巴]譯師曾先後去過尼泊爾三次、印度四次。所學的教法，都成為以後噶舉派的主要傳承。回到西藏後，馬爾巴譯師致力於佛典的翻譯工作，將他從印度帶回來的梵文經典，翻譯為藏文，成為西藏的譯經大師之一。除了翻譯經典的事業以外，馬爾巴譯師以在家瑜伽士的身份教授學生，在他的門下有幾位傑出的弟子，人稱「四柱」，分別是梅、俄、祖爾及密勒日巴四位尊者。其中以密勒日巴尊者（1038—1122）最為傑出，是馬爾巴譯師的嫡傳弟子。馬爾巴譯師於西元1097年示寂，世壽86。

## 漢藏佛教重要譯師
在歷史的演進下，漢藏佛教關係越來越密切，從宋元開始陸續出現一些在漢傳佛教、藏傳佛教之間的譯師，比如將漢文佛經翻成藏文佛經為主的法成譯師等，也有將藏文佛經翻成漢文佛經為主的能海法師、法尊法師等。